# Микрорайон № 1 (Владикавказ)
Микрорайон № 1 (ранее — Карца, Планы, осет. Карца, ингуш. Пла́наш, Пла́нашка) — микрорайон города Владикавказа в Северной Осетии (Российская Федерация), ранее — посёлок. Населён преимущественно ингушами.

## География
Микрорайон находится в 15 минутах езды от центра Владикавказа через дорогу от большого современного военного городка — посёлка Спутник.

## История
После переименования селения Карца (Шолхи) в Октябрьское, название Карца впоследствии было перенесено на поселок Планы.
После теракта во Владикавказе 13 сентября 2010 года несколько сотен молодых людей предъявили требование закрытия границы с Ингушетией и отправки в отставку руководства республики. Они двинулись из центра Владикавказа с националистическими лозунгами в сторону Карцы, ингушское население которого тем временем пребывало в ожидании погромов. Властям республики пришлось вывести на улицы ОМОН и бронетехнику, для остановки толпы. На подходе к посёлку митингующие были остановлены, с ними были проведены переговоры.
Микрорайон является местом стычек осетинского и ингушского населения Пригородного района. Так, произошла межэтническая драка с госпитализированными пострадавшими в 2017 году, а также перестрелка близ Карцинской заправки в 2021 году.

## Население
По состоянию на 2010 год в Карца проживало 4800 человек, 3700 из которых являлись ингушами.